# Earl av Woolton

Heraldiskt vapen för earl av Woolton.

Earl av Woolton är en brittisk adelstitel. Den skapades den 9 januari 1956 för affärsmannen och den konservative politikern Frederick Marquis, 1:e viscount Woolton. Han hade redan blivit Baron Woolton av Liverpool i grevskapet Lancaster den 7 juli 1939, Viscount Woolton av Liverpool i grevskapet Lancaster den 2 juli 1953, och utnämndes till Viscount Walberton av Walberton i grevskapet Sussex samtidigt som han blev earl. Från och med 2014 innehas titlarna av hans sonson, den tredje earlen, som efterträdde sin far 1969.
Den 1:e earlen av Woolton bodde på Walberton House i Arundel, Sussex. Familjens säte är Auchnacree House, nära Forfar, Angus.

## Baron Woolton (1939)
- Frederick James Marquis, 1:e baron Woolton (1883–1964) (kreerad Viscount Woolton 1953)

### Viscount Woolton (1953)
- Frederick James Marquis, 1:e viscount Woolton (1883–1964) (kreerad Earl of Woolton 1956)

### Earl av Woolton (1956)
- Frederick James Marquis, 1:e earl av Woolton (1883–1964)
- Roger David Marquis, 2:e earl av Woolton (1922–1969)
- Simon Frederick Marquis, 3:e earl av Woolton (f. 1958)

Det finns ingen arvtagare till titeln.